# رایان فورد (بازیکن فوتبال)
رایان فورد (انگلیسی: Ryan Ford؛ زادهٔ ۳ سپتامبر ۱۹۷۸) بازیکن فوتبال اهل بریتانیا است.
از باشگاه‌هایی که در آن بازی کرده‌است می‌توان به باشگاه فوتبال ایلکستون، باشگاه فوتبال گینزبورو ترینیتی، باشگاه فوتبال نوتس کانتی، و باشگاه فوتبال منچستر یونایتد اشاره کرد.